# Ото I (Лебенау)
Вижте пояснителната страница за други личности с името Ото I.
Ото I фон Лебенау (на немски: Otto I von Lebenau; † 8 март 1205) от страничния клон Лебенау на род Спанхайми, е граф на Лебенау (1191 – 1205) и фогт на катедралата на Залцбург и на манастирите „Св. Емерам“ и „Зееон“.

## Биография
Той е вторият син на граф Зигфрид II фон Лебенау († 1163) и съпругата му Матилда фон Фалей († 1195) от фамилията Вителсбахи.
При смъртта на баща му той и по-големият му брат Зигфрид III са малолетни. През 1189 г. Зигфрид III участва в свитата на Фридрих Барбароса в Третия кръстоносен поход. През това време Ото I поема управлението на графството.
Зигфрид умира бездетен на 12 март 1190 г. в кръстоносния поход в Тракия и Ото го наследява като граф на Лебенау. Той увеличава територията си.

## Фамилия
Първи брак: с Еуфемия фон Дорнберг. Те имат един син:
- Зигфрид IV († 17 декември 1210), граф на Лебенау (1205 – 1210)

Втори брак: със София фон Плайн. Те имат две деца:
- Бернхард I († 17 април 1229), граф на Лебенау (1210 – 1229)
- дъщеря, омъжена за Улрих II фон Пегау († 1249), граф на Пфанберг